# 1840 w polityce

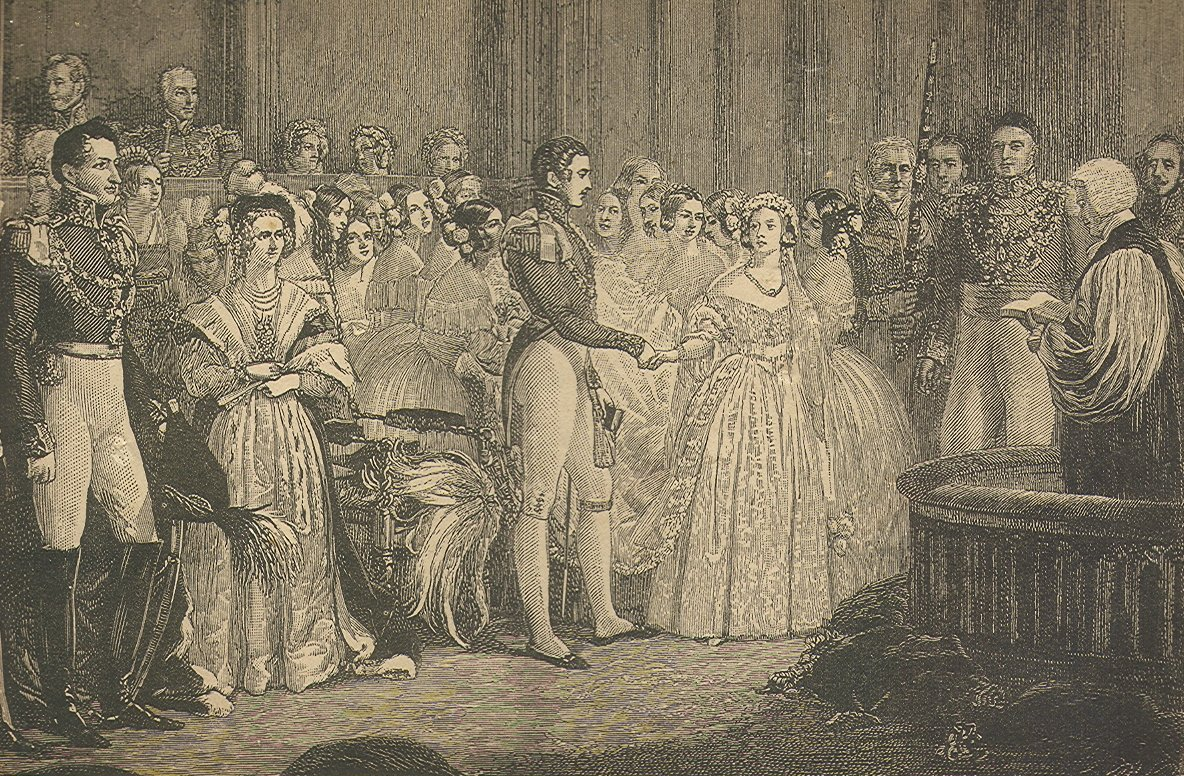
Ślub królowej Wiktorii i księcia Alberta

Wydarzenia polityczne w 1840 roku.

## Wydarzenia
- Królowa Wiktoria Hanowerska wyszła za mąż za księcia Alberta[1].